# Xavier Moon
Xavier Moon (Goodwater, Alabama, 2 de enero de 1995) es un baloncestista estadounidense que pertenece a la plantilla de BC Zenit San Petersburgo de la VTB United League. Con 1,83 metros de estatura, juega en la posición de escolta. Es sobrino del exjugador de la NBA Jamario Moon.

## Trayectoria deportiva

### Universidad
Pasó dos años en el Northwest Florida State College de la NJCAA, donde promedió en el primero 4,5 puntos por partido, y 7,7 en el segundo. Posteriormente fue transferido a los Eagles de la Universidad Estatal de Morehead, en las que promedió 12,8 puntos, 3,0 rebotes, 3,3 asistencias y 1,0 robos de balón por partido. En su temporada sénior fue incluido en el mejor quinteto de la Ohio Valley Conference.

#### Estadísticas en la NCAA
| Año     | Equipo         | PJ | PT | MPP  | %TC  | %3P  | %TL  | RPP | APP | ROB | TPP | PPP  |
| ------- | -------------- | -- | -- | ---- | ---- | ---- | ---- | --- | --- | --- | --- | ---- |
| 2015–16 | Morehead State | 37 | 21 | 24.2 | .475 | .412 | .756 | 2.6 | 1.8 | .9  | .1  | 10.2 |
| 2016–17 | Morehead State | 30 | 30 | 35.0 | .434 | .410 | .891 | 3.5 | 4.6 | 1.2 | .3  | 16.0 |
| Total   | Total          | 67 | 51 | 29.1 | .452 | .411 | .829 | 3.0 | 3.1 | 1.0 | .2  | 12.8 |

### Profesional
Tras no ser elegido en el Draft de la NBA de 2017, el 10 de agosto firmó su primer contrato profesional con el ALM Évreux Basket de la LNB Pro B francesa. Allí disputó solo ocho partidos, en los que promedió 9,0 puntos y 4,2 asistencias. Regresó a su país para fichar por los Albany Patroons de la liga menor NAPB, donde acabó siendo rookie del año, tras promediar 18 puntos, 8 rebotes y 6 asistencias.
El 7 de septiembre de 2018 firmño con los London Lightning de la Liga Nacional de Baloncesto de Canadá. Allí promedió 13,7 puntos, 4,9 rebounds y 4,1 asistencias por partido de los 40 que disputó.
El jugador canadiense Alex Johnson informó a Moon de la creación de la Canadian Elite Basketball League, y se unió a él en los Edmonton Stingers. En su primer partido el 11 de mayo de 2019, anotó 36 puntos en la victoria por 118-105 en la prórroga contra los Niagara River Lions. Promedió 19,3 puntos y 5,7 asistencias por partido para Edmonton y fue nombrado Jugador Más Valioso de la liga.
Tras probar con los Raptors 905 de la G League, regresó a los London Lightning el 15 de noviembre. Jugó una temporada en la que promedió 21,5 puntos, 6,4 rebotes y 5,2 asistencias por partido, siendo incluido en el mejor quinteto de la liga.
El 25 de junio de 2020, Moon firmó con el Wilki Morskie Szczecin de la Liga Polaca, pero fue cortado antes del comienzo de la temporada. Regresó a los Edmonton Stingers, donde consiguió el campeonato de liga, siendo además elegido mejor jugador de las finales, y nuevamente MVP de la competición. Promedió 19,5 puntos, 4,5 asistencias, 4 rebotes y 1,8 robos por partido.
En agosto de 2020 firmó con el Maccabi Hod HaSharon de la Liga Leumit, el segundo nivel del baloncesto israelí. Durante sus 31 partidos en Liga promedió 24,5 puntos, 6,8 rebotes y 4,4 asistencias por partido. Regresó posteriormente a los Stingers, donde logró su segundo campeonato, su tercer galardón de MVP y el segundo de MVP de las finales.
El 27 de octubre de 2021 firmó con los Agua Caliente Clippers. Promedió 12,4 puntos, 7,3 asistencias, 4,4 rebotes y 1,4 robos por partido en 14 partidos en la G League.
El 26 de diciembre de 2021 firmó un contrato de diez días con Los Angeles Clippers de la NBA, contrato que se ha renovado por la misma duración en dos ocasiones más.
El 24 de enero de 2022, Moon fue readquirido y activado por Agua Caliente y el 26 de marzo firmó un contrato dual con Los Angeles Clippers.
El 3 de noviembre de 2022 fue incluido en la lista de la noche de apertura de los Ontario Clippers.
El 1 de marzo de 2023, firma un contrato dual con Los Angeles Clippers, con los que disputa cuatro encuentros hasta final de temporada. En septiembre firma un contrato no garantizado con ellos. Fue despedido el 21 de octubre, tres días antes del comienzo de la temporada 2023-24.
El 2 de agosto de 2024, firma por el BC Zenit San Petersburgo de la VTB United League.

## Estadísticas de su carrera en la NBA

### Temporada regular
| Año     | Equipo        | PJ | PT | MPP  | %TC  | %3P  | %TL  | RPP | APP | ROB | TPP | PPP |
| ------- | ------------- | -- | -- | ---- | ---- | ---- | ---- | --- | --- | --- | --- | --- |
| 2021-22 | L.A. Clippers | 10 | 0  | 13.7 | .490 | .357 | .600 | 1.4 | 2.4 | .7  | .3  | 5.8 |
| 2022-23 | L.A. Clippers | 4  | 0  | 5.0  | .333 | .333 | —    | .8  | 1.3 | .0  | .0  | 1.8 |
| 2023-24 | L.A. Clippers | 14 | 1  | 8.5  | .326 | .118 | .500 | 1.3 | 1.5 | .2  | .2  | 2.4 |
| Total   | Total         | 28 | 1  | 9.9  | .406 | .235 | .571 | 1.3 | 1.8 | .4  | .2  | 3.5 |